# دریاکنار برهنگان

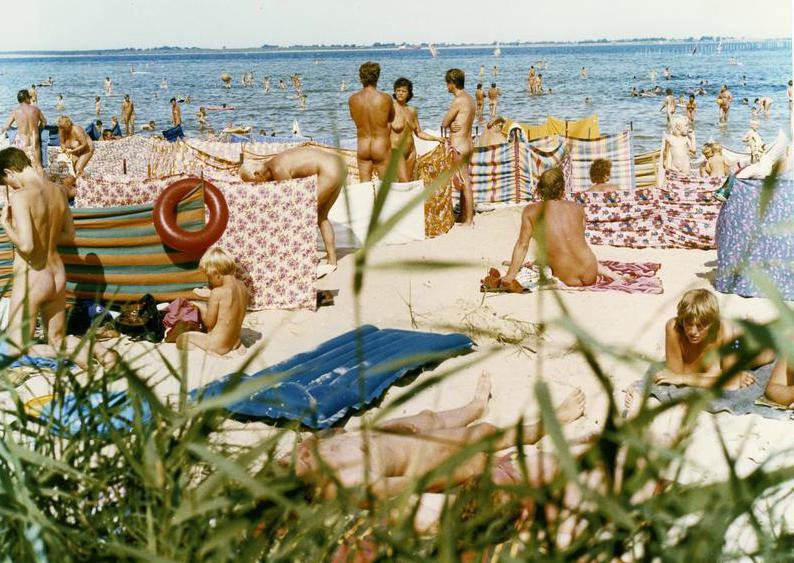
تصویری از حمام‌های آفتاب آلمانی‌

دریاکنار برهنگی یا پلاژ برهنگی (به انگلیسی: Nude beach) به ساحلی گفته می‌شود که در آن کاربران از نظر قانونی آزاد هستند که برهنه باشند. اینگونه پلاژها به «پلاژهای آزاد» یا «سواحل آزاد» معروف هستند.
در زبان عامه، معمولاً عبارت «ساحل لختی‌ها» به کار می‌رود.

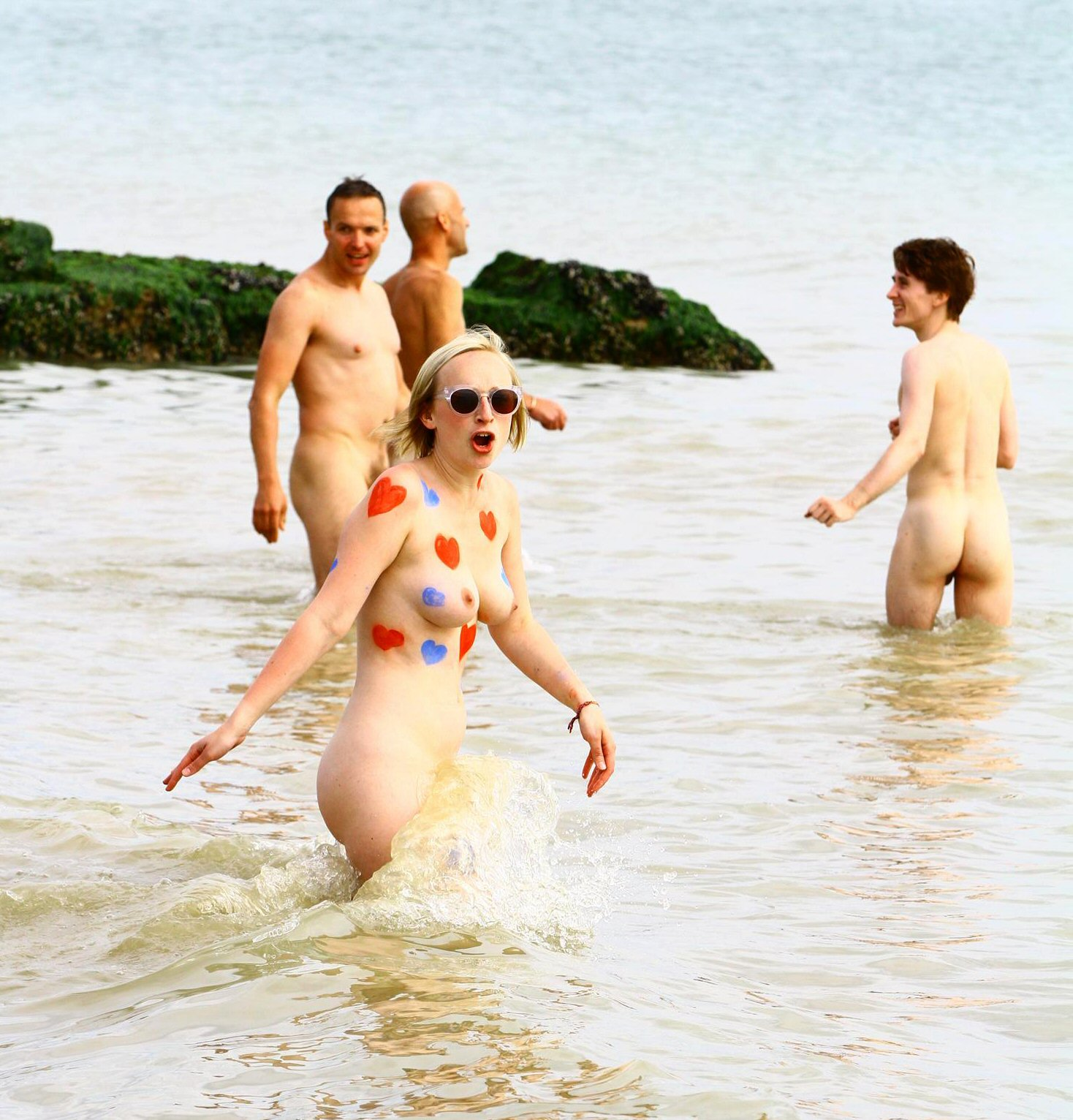
یک دریاکنار برهنگی در برایتون ، بریتانیا در ۲۰۱۵

## پلاژهای آزاد و معروف جهان
گفتنی است که در پنج قاره جهان سواحل آزاد یا پلاژهای برهنگی وجود دارند. برخی از معروفترین پلاژهای برهنه معروف به شرح ذیل‌اند:

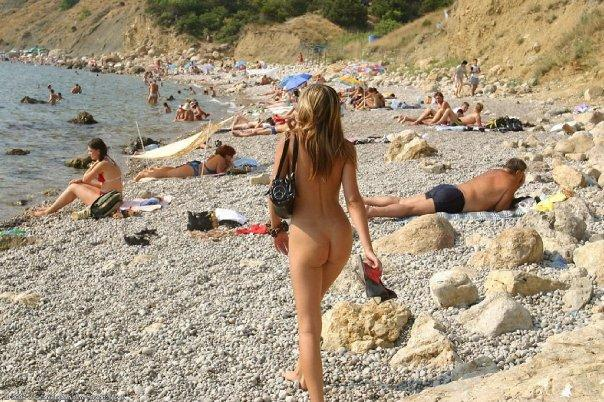
یک پلاژ برهنگان در اتریش

- پلاژ ایپانما (ریو دوژانیرو)